# Pere Nolasc Gay i Sardà

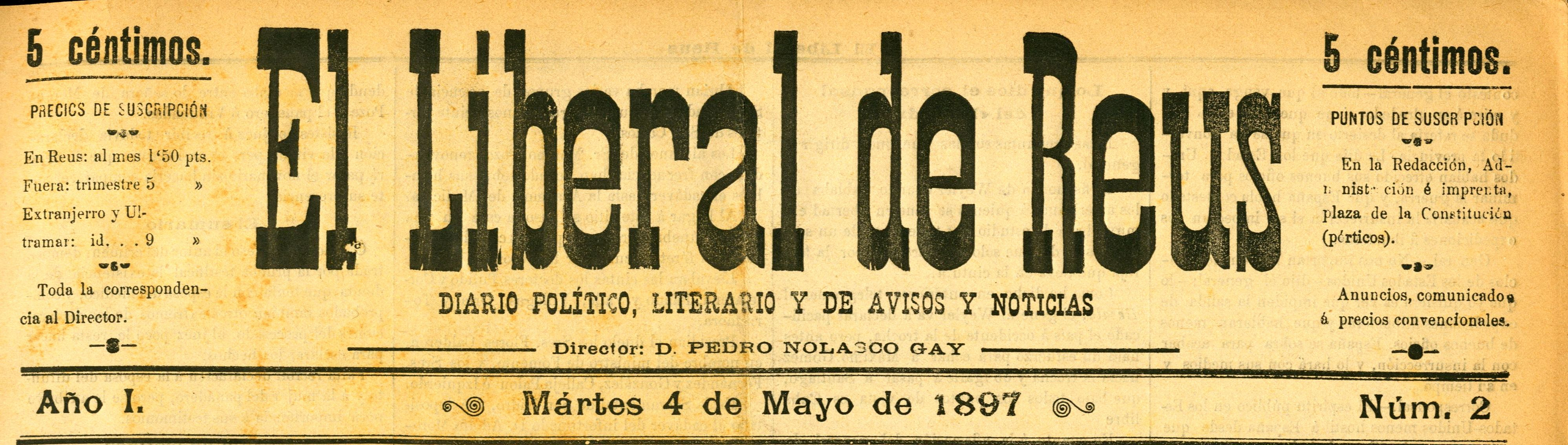
Capçalera del núm. 2 de El Liberal de Reus (4-V-1897)

Pere Nolasc Gay i Sardà (Reus, 28 de gener de 1835 - Reus, 10 de desembre de 1918), va ser un advocat i polític català, pare de Joaquim Gay Borràs, militar africanista.
De família molt ben situada econòmicament, va estudiar Dret a la Universitat de Barcelona i obrí bufet a Reus. Participà ens els actes al Saló Filharmònic de Reus per a recollir diners per al projecte de l'Ictíneo I de Narcís Monturiol. El 1863 va ser un dels ideòlegs promotors del Banc de Reus. Després de militar al Partit Constitucional va ser diputat del Partit Conservador pel districte de Tarragona a les eleccions generals espanyoles de 1881. A les eleccions de 1884 va ser derrotat i el 1892 va ser nomenat governador civil de la província de Ciudad Real i l'any següent de província de Conca. A les eleccions generals espanyoles de 1898 va ser elegit diputat per Tarragona, aquest cop amb el Partit Liberal.
Era fundador i propietari del diari reusenc El Distrito d'ideologia liberal, que començà a publicar el 1887, on defensava la seva política. Va ser també director i fundador de El Liberal de Reus (1897 - 1899) i fundador de La Derecha (1900-1901). Va ser també president d'El Círcol.